# Rob McArthur
Rob McArthur (ur. 10 lipca 1973) – australijski zapaśnik walczący w stylu wolnym. Zajął 26. miejsce na mistrzostwach świata w 1997. Złoty medalista mistrzostw Oceanii w 1997.